# 23-as busz (Nyíregyháza)
A nyíregyházi 23-as busz Huszártelep és Örökösföld között közlekedik.

## Közlekedése
A járat az örökösföldi lakótelepet köti össze Huszárteleppel, de kórházat, iskolát is érint, a belváros szélén is elhalad, és kiszolgálja a Phoenix gumigyárat is. A járat téli menetrend szerint csak munkanapokon közlekedik. Betétjárata, a 23G ugyanezen az útvonalon közlekedik, de betér a Michelin gumigyárhoz is. A busz felüljárón halad át a 100-as vasútvonalon, míg a Huszártelepen két iparvágányt is keresztez.

## Megállóhelyei
A 23G betétjárat nincs feltüntetve az átszállási kapcsolatok között!
| 23 (Huszártelep – Örökösföld) |                           |                 |                                                       |                                                                                            |
| Menetidő (perc)               | Megállóhely               | Menetidő (perc) | Átszállási kapcsolatok                                | Fontosabb létesítmények                                                                    |
| 0                             | Huszártelep               | 32              |                                                       | Huszártelep                                                                                |
| 1                             | Bottyán János u.          | 30              |                                                       |                                                                                            |
| 2                             | Gumigyár (Phoenix)        | 29              | 19                                                    |                                                                                            |
| 3                             | Derkovits Gyula u. 108.   | 28              | 19                                                    |                                                                                            |
| 4                             | Dugonics utca             | 27              | 17, 17T, H40                                          | gyógyszertár, óvoda                                                                        |
| 5                             | Rozsnyó utca              | 26              | 17, 17T                                               | Kertvárosi görögkatolikus templom                                                          |
| 6                             | Legyező u. 14.            | 25              | 17, 17T                                               | Kertvárosi római katolikus templom                                                         |
| 7                             | Fészek u. ABC             | 24              | 17, 17T                                               | orvosi rendelő, Móricz Zsigmond Általános Iskola                                           |
| 8                             | Fészek u.                 | 23              |                                                       |                                                                                            |
| 9                             | Tiszavasvári út           | 22              | 40, H40, H40L Volánbusz                               |                                                                                            |
| ∫                             | Bethlen Gábor u. 67.      | 21              | 17, 17T, 19, 40, H40, H40L Volánbusz                  |                                                                                            |
| 11                            | Mező u. 5.                | ∫               | 2, 2Y, 4, 4Y, 14, 14F, 17, 17T, 19, 40, H40 Volánbusz |                                                                                            |
| ∫                             | Mező u.                   | 19              | 2, 2Y, 4, 4Y, 14, 14F, 17, 17T, 19, 40, H40           |                                                                                            |
| 13                            | Rákóczi u. 50.            | ∫               | 2, 2Y, 4, 4Y, 12, 14, 14F, 17, 17T, 19, 40, H40       | Evangélikus kistemplom                                                                     |
| 14                            | Búza tér                  | 17              | 7, 14, 14F, 15, 18, 18A, H33 Volánbusz                | Búza téri Piaccsarnok                                                                      |
| 16                            | Vay Ádám krt.             | 15              | 2, 2Y, 4, 4Y, 13, 14, 14F, 17, 17T, H33 Volánbusz     | Korzó Bevásárlóközpont                                                                     |
| 18                            | Kodály Zoltán Ált. Iskola | 13              | 2, 2Y, 4, 4Y, 5, 5A, 7, 11, 13, 15, 17, 17T, 18, 18A  | Kodály Zoltán Általános Iskola, Váci Mihály Kulturális Központ, Nemzeti Adó- és Vámhivatal |
| 20                            | Bujtos u.                 | 11              | 2, 2Y, 4, 4Y, 5, 5A, 7, 11, 13, 15, 18, 18A Volánbusz | Nyíregyházi Járásbíróság                                                                   |
| 22                            | Inczédy sor               | 9               | 5, 5A, 6 Volánbusz                                    |                                                                                            |
| 24                            | Kórház                    | 7               | 2, 2Y, 5, 5A Volánbusz                                | Jósa András Kórház (főbejárat)                                                             |
| 26                            | Nagyvárad u.              | 6               | 5, 5A                                                 | Jósa András Kórház (mentőbejárat)                                                          |
| 28                            | Eü. Szakközépiskola       | 4               | 5, 5A, 6, 17, 17T                                     | Zay Anna Szakközépiskola                                                                   |
| 29                            | Család u. 52.             | 3               | 5, 5A, 6, 17                                          |                                                                                            |
| 30                            | Család u. 108.            | 2               | 5, 6, 17                                              | Bujtosi-tó                                                                                 |
| 31                            | Szalag utca               | 1               | 5, 5A, 6, 17                                          |                                                                                            |
| 32                            | Örökösföld                | 0               | 5, 5A, 6, 17, 17T, 23G                                | Örökösföldi római katolikus templom, Örökösföldi görögkatolikus templom                    |